# Miglianico
Miglianico es un municipio de 4.503 habitantes en la provincia de Chieti (Italia).

## Evolución demográfica
| Gráfica de evolución demográfica de Miglianico entre 1861 y 2001 |
|                                                                  |
| Fuente ISTAT - elaboración gráfica de Wikipedia                  |

- Datos: Q51248
- Multimedia: Miglianico / Q51248

1. ↑  Worldpostalcodes.org, código postal n.º 66010.
2. ↑  «Codici Catastali». Comuni-italiani.it (en italiano). Consultado el 29 de abril de 2017.